# Kotelnitsch
Kotelnitsch (russisch Котельнич) ist eine Stadt mit 24.979 Einwohnern (Stand 14. Oktober 2010) in Russland in der Oblast Kirow. Sie liegt am Fluss Wjatka, etwa 850 km nordöstlich von Moskau und 124 km südwestlich der Gebietshauptstadt Kirow.

## Geschichte

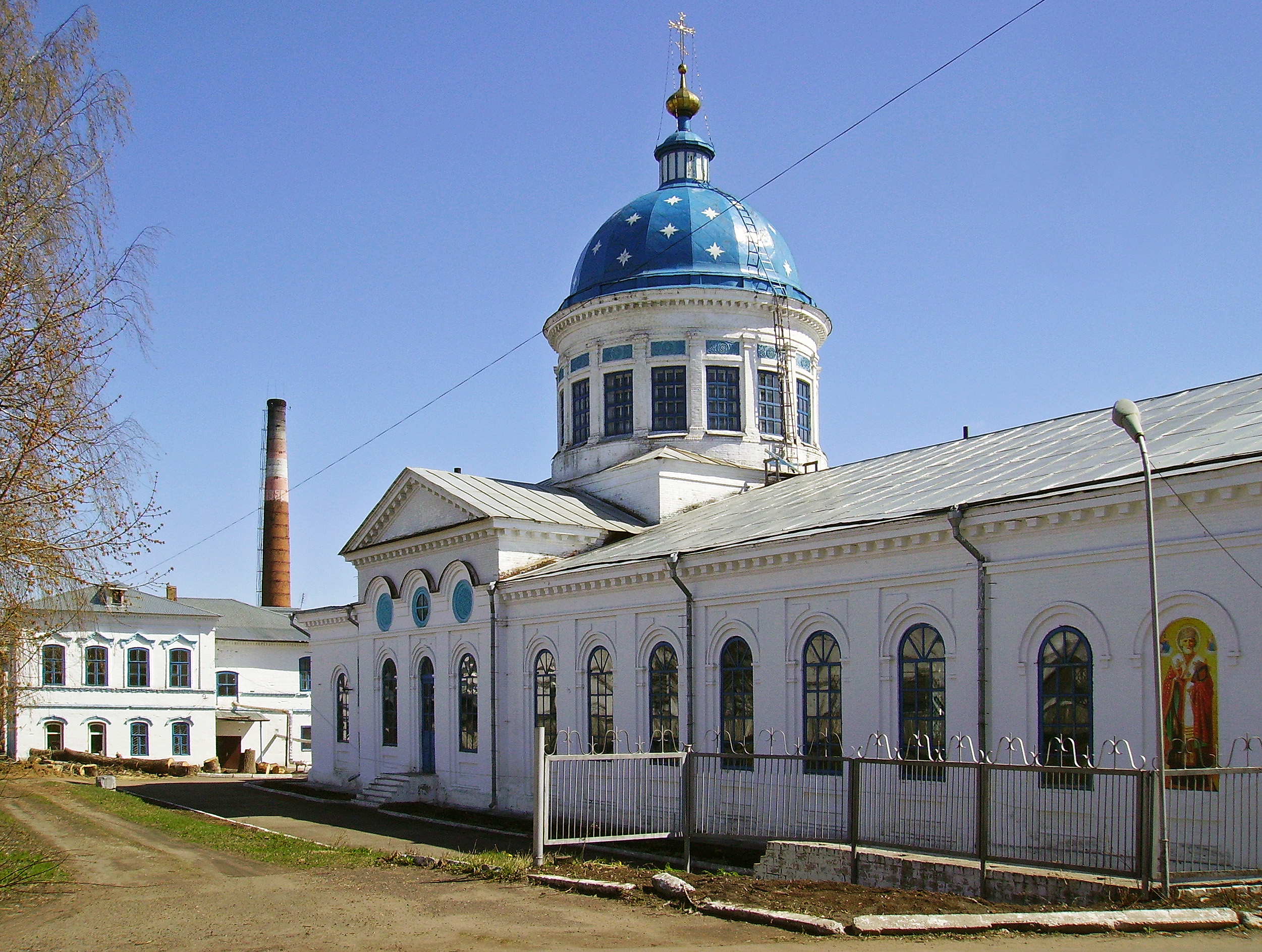
Orthodoxe St.-Nikolai-Kirche

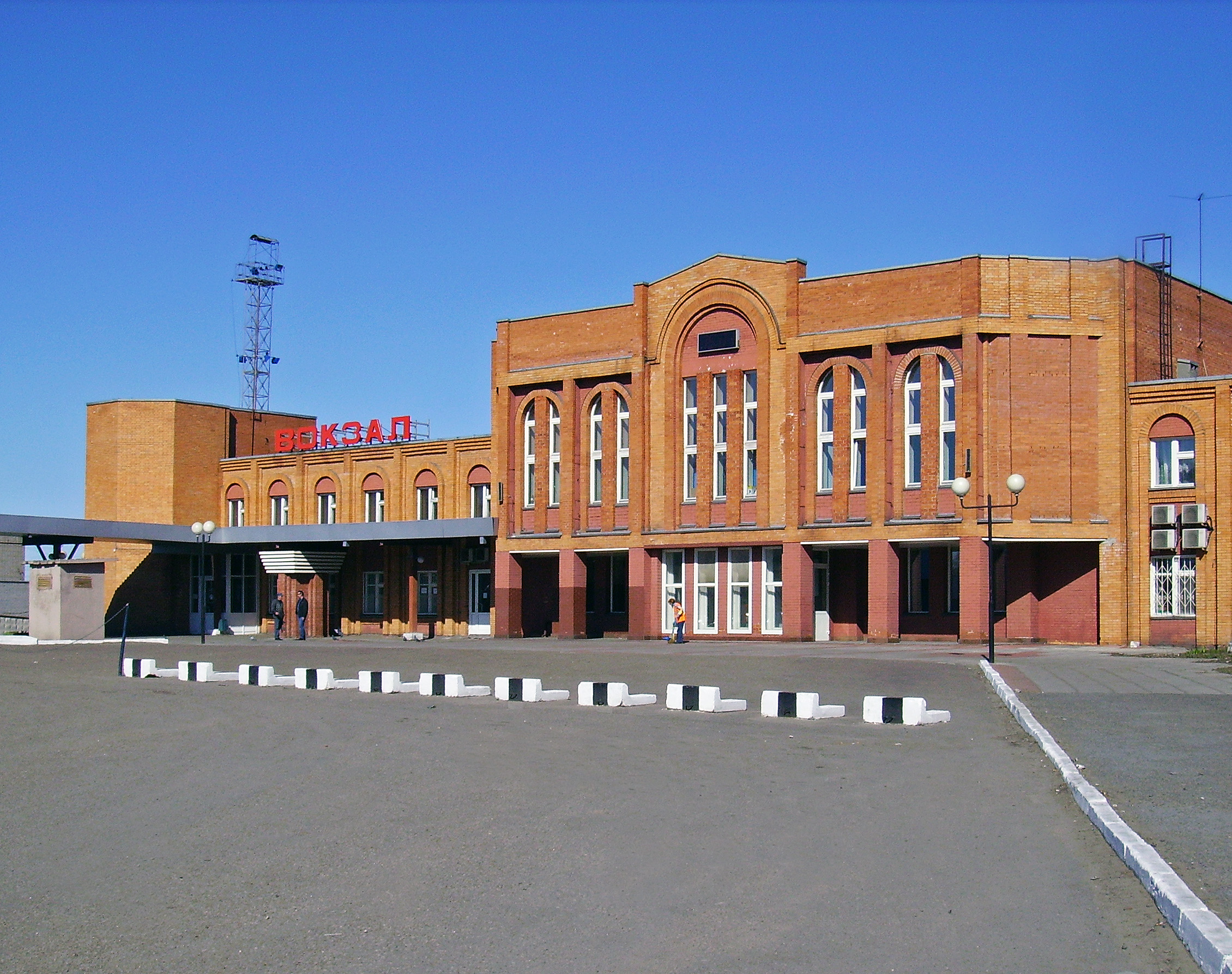
Bahnhof

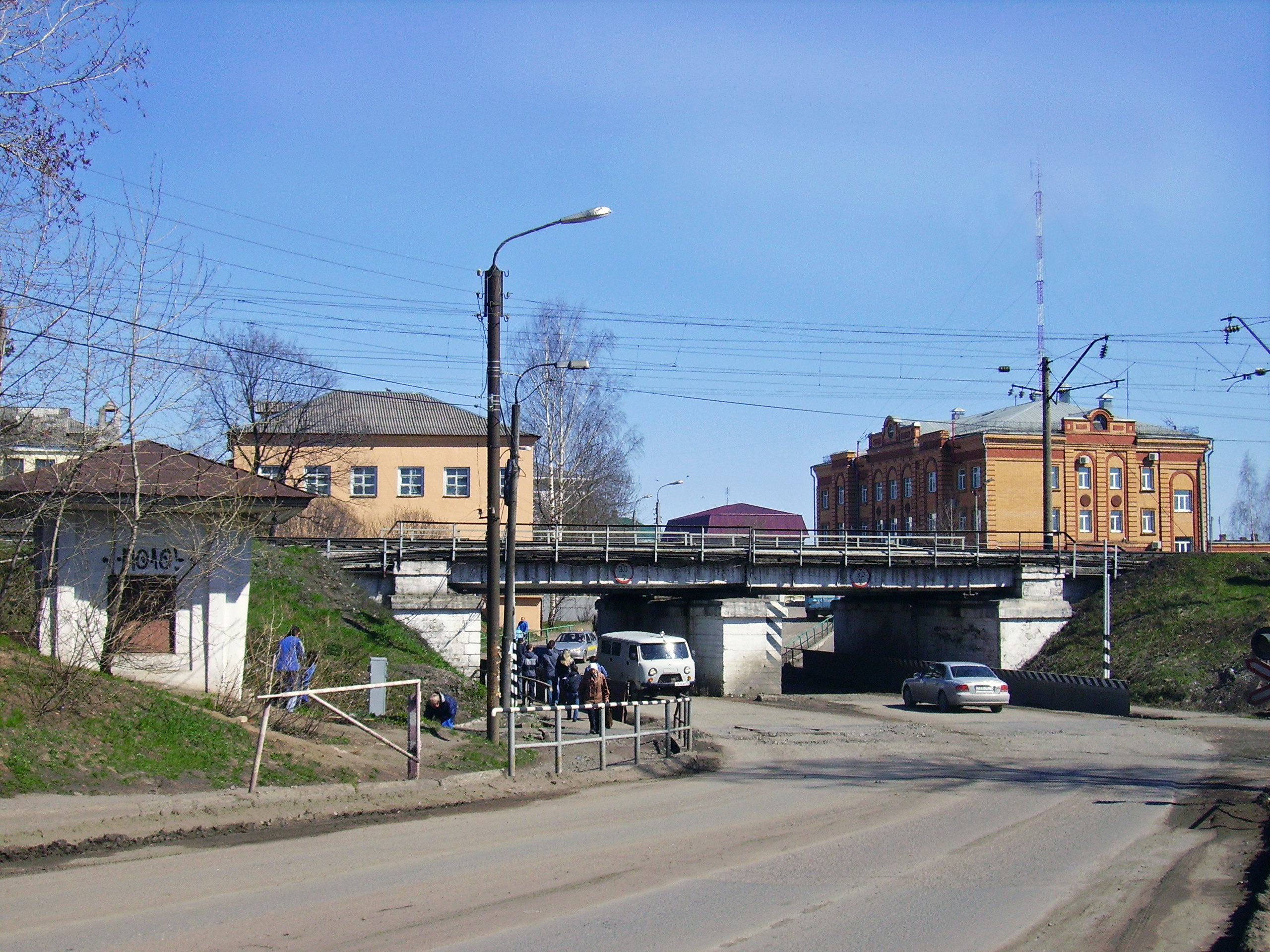
Eisenbahnunterführung in Kotelnitsch

Erstmalige Erwähnung des Ortes erfolgte im Jahre 1143. Demnach bestand damals an Stelle des heutigen Kotelnitsch ein von Mari bewohntes Dorf namens Käkšär (Mari Кӓкшӓр, russisch Kokscharow). 1181 soll es dann von Siedlern aus der Republik Nowgorod eingenommen worden sein. Diese gründeten an der dortigen Stelle einen neuen Ort und nannten ihn Kotelnitsch, was vom altrussischen Begriff kotjol für „Niederung“ oder „Schlucht“ abstammen könnte.
Die Geschichte des Ortes vom 12. bis zum 15. Jahrhundert ist kaum überliefert worden. Erst 1459 wurde Kotelnitsch wieder in einer russischen Urkunde erwähnt, als Truppen des Großfürsten Wassili II. es zusammen mit anderen Ortschaften der Wjatka-Gegend unter die Herrschaft Moskowiens brachten.
Nach dem Anschluss an Moskowien entwickelte sich Kotelnitsch aufgrund seiner günstigen geografischen Lage an der Wjatka vorwiegend als Handelsstadt, ab dem 17. Jahrhundert auch mit einer jährlich veranstalteten Landwirtschaftsmesse. 1780 wurde es offiziell zur Stadt erklärt und war in weiterer Folge eine Kreishauptstadt innerhalb des Gouvernements Wjatka. Im späten 19. Jahrhundert entstanden hier die ersten Fabriken, Anfang des 20. Jahrhunderts erhielt die Stadt dann mit der Verlegung der Transsibirischen Magistrale einen Eisenbahnanschluss. Seine Bedeutung als Handelszentrum verlor Kotelnitsch jedoch ab dem 20. Jahrhundert.
Am 26. Mai 1926 wurde die Stadt durch einen Großbrand nahezu komplett verwüstet; etwa jeder zweite Stadtbewohner wurde dabei obdachlos. Danach musste Kotelnitsch, nicht zuletzt mit Hilfe privater Spenden aus ganz Russland, wiederaufgebaut werden.

### Bevölkerungsentwicklung
| Jahr | Einwohner |
| ---- | --------- |
| 1897 | 4.240     |
| 1926 | 7.553     |
| 1939 | 18.457    |
| 1959 | 27.688    |
| 1970 | 29.196    |
| 1979 | 32.759    |
| 1989 | 36.841    |
| 2002 | 28.245    |
| 2010 | 24.979    |

Anmerkung: Volkszählungsdaten

## Wirtschaft und Verkehr
Im heutigen Kotelnitsch gibt es mehrere Industriebetriebe, darunter die Armaturfabrik Vimpel-M, Betriebe der Holzverarbeitung, der Textil- und der Nahrungsmittelindustrie. Als Station sowohl an der Transsibirischen Bahn als auch an einer Hauptstrecke von Nischni Nowgorod aus ist Kotelnitsch zudem ein wichtiger Schienenverkehrsknotenpunkt.

## Söhne und Töchter der Stadt
- Anatoli Skurichin (1900–1990), Fotograf
- Wera Krepkina (1933–2023), Leichtathletin und Olympiasiegerin